# Mitsuhiro Kawamoto
Mitsuhiro Kawamoto (河本 充弘 Kawamoto Mitsuhiro?,  nacido el 12 de junio de 1971 en Kanagawa) es un exfutbolista japonés que se desempeñaba como defensa.

## Trayectoria

### Clubes
| Club            | País  | Año         |
| --------------- | ----- | ----------- |
| Verdy Kawasaki  | Japón | ???? - 1995 |
| Brummell Sendai | Japón | 1995        |
| Tosu Futures    | Japón | 1996        |

## Palmarés

### Títulos nacionales
| Título         | Club           | País  | Año  |
| -------------- | -------------- | ----- | ---- |
| Copa J. League | Verdy Kawasaki | Japón | 1992 |
| Copa J. League | Verdy Kawasaki | Japón | 1993 |
| J1 League      | Verdy Kawasaki | Japón | 1993 |
| Copa J. League | Verdy Kawasaki | Japón | 1994 |
| J1 League      | Verdy Kawasaki | Japón | 1994 |